# Les Molières
Les Molières é uma comuna francesa na região administrativa da Ilha de França, no departamento de Essonne. Estende-se por uma área de 7.02 km². Em 2010 a comuna tinha 1 943 habitantes (densidade: 276,8 hab./km²).